# Dorcadion kurdistanum
Dorcadion kurdistanum är en skalbaggsart som beskrevs av Stefan von Breuning 1944. Dorcadion kurdistanum ingår i släktet Dorcadion och familjen långhorningar. Inga underarter finns listade i Catalogue of Life.